# John Humphrey (cầu thủ bóng đá)
John Humphrey (sinh ngày 31 tháng 1 năm 1961) là một cựu cầu thủ bóng đá chuyên nghiệp người Anh thi đấu ở vị trí hậu vệ từ năm 1979 đến năm 1997.
Đáng chú ý ông từng thi đấu cho Crystal Palace sau khi nằm trong thương vụ đầy tranh cãi của Charlton khi cho phép tiếp tục thi đấu trên sân của họ, tại Premier League. Ông cũng từng thi đấu ở Football League cho Wolverhampton Wanderers, Charlton Athletic, Reading, Gillingham và Brighton & Hove Albion, trước khi kết thúc sự nghiệp tại non-league vớiChesham United và Dulwich Hamlet.